# Thomas (Bischof)
Thomas († 1248 in Visby) war Bischof von Turku in Finnland.

## Leben
Er war Kanonikus in Uppsala und wurde dann Ende der 1220er Jahre Bischof von Turku. Er gilt als vierter Bischof von Finnland. In seiner Amtszeit dehnte Schweden seinen Einfluss stark nach Osten aus. Die Expansion ging mit der Errichtung eines feudalen Kirchensystems einher. Im Jahr 1237 brach im weitgehend noch heidnisch geprägten Häme ein Aufstand aus. Mit Rückendeckung des Papstes wurde der Aufstand im Zuge eines Kreuzzugs niedergeschlagen. Zugleich bemühte man sich, die im Osten aktive orthodoxe Kirche zurückzudrängen, eine Politik, die von Thomas unterstützt wurde. Durch die Niederlage des schwedischen Heers gegen Nowgoroder Truppen unter Alexander Newski im Jahr 1240 an der Mündung der Newa in der Schlacht an der Newa scheiterte die weitere Ostexpansion. Die Grenze der Einflusszonen lief seitdem durch Karelien.
Im Jahr 1245 trat Thomas als Bischof zurück, da er einen Mann zu Tode gefoltert und einen Brief des Papstes gefälscht hatte. Die Abschiedsurkunde wurde von Papst Innozenz IV. unterzeichnet. Thomas zog sich in ein Kloster der Dominikaner nach Visby auf Gotland zurück.
Er hinterließ dem Dominikanerkloster in Sigtuna eine bedeutende Bibliothek, die sich heute in der Universitätsbibliothek Uppsala befindet.